# Parlamentswahl in Kolumbien 2018

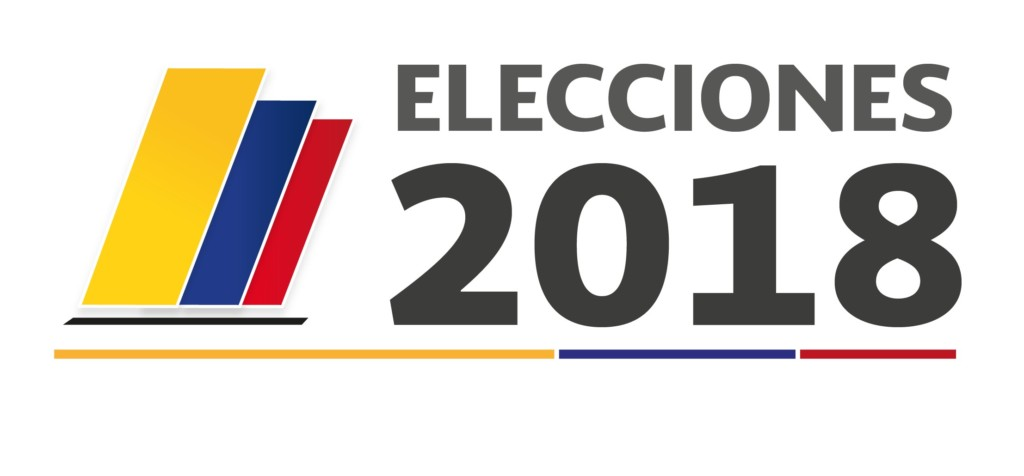
Logo der Wahlen in Kolumbien 2018

Die Parlamentswahl in Kolumbien 2018 fand am 11. März 2018 statt. 
Bei den Parlamentswahlen am 11. März 2018 in Kolumbien gewannen die Parteien des Mitte-Rechts-Spektrums die Kontrolle über fast 43 Prozent des Kongresses. Centro Democrático (CD) ging als Partei mit den meisten Stimmen hervor, während Cambio Radical (CR) die Anzahl seiner Sitze sowohl im Senat als auch in der Repräsentantenkammer verdoppeln konnte. Wenn auch die Wahlbeteiligung etwas höher war als 2014, sind dennoch 53 Prozent der Wähler nicht an die Urnen gegangen.

## Ablauf
102 Senatoren für den Senat und 166 Abgeordnete für das Repräsentantenhaus wurden gewählt. Gewählt werden die Parlamentarier entsprechend der abgegebenen Stimmen der Verhältniswahl. Die neue Partei der ehemaligen Guerilla Fuerza Alternativa Revolucionaria del Común zog sich zwischenzeitlich wegen mangelnder Sicherheit aus dem Wahlkampf zurück. Die Kandidaten waren mit Bodyguards und Polizeischutz unterwegs, die eigenen Erwartungen spiegelten sich in eher kleinen Veranstaltungen. Die Rebellenorganisation Nationale Befreiungsarmee (ELN), hatte für das Wahl-Wochenende einen landesweiten einseitigen Waffenstillstand angekündigt.

## Ergebnisse
- FARC: 5
- PDA: 5
- Decentes: 3
- PLC: 14
- AV: 9
- Mind.: 2
- Sonst.: 1
- PdlU: 14
- CR: 16
- PCC: 14
- CD: 19
- MIRA: 3
- CJL: 3

- FARC: 5
- PDA: 2
- Decentes: 2
- PLC: 35
- AV: 10
- Mind.: 3
- Sonst.: 3
- PdlU: 25
- CR: 30
- OC: 2
- PCC: 21
- CD: 32
- MIRA: 1
- CJL: 1

- Im Wahlausgang erlebte die Ex-Guerilla Partei Fuerza Alternativa Revolucionaria del Común ein Wahldebakel mit einem halben Prozent der Stimmen.[5][6] Die Partei darf dennoch laut Friedensvertrag für diese Legislatur je fünf Sitze im Senat und im Repräsentantenhaus besetzen.

- Das Centro Democrático erreichte 19 Senatorensitze im Senat von Kolumbien und 32 Abgeordnetensitze im Repräsentantenhaus.[7]

- Das Cambio Radical erreichte 19 Senatorensitze im Senat von Kolumbien und 30 Abgeordnetensitze im Repräsentantenhaus.[8]

- Die Partido Conservador Colombiano erreichte 15 Senatorensitze im Senat von Kolumbien und 21 Abgeordnetensitze im Repräsentantenhaus.[9]

- Die Partido Liberal Colombiano erreichte 14 Senatorensitze im Senat von Kolumbien und 35 Abgeordnetensitze im Repräsentantenhaus.[10]

- Die Partido Social de Unidad Nacional erreichte 14 Senatorensitze im Senat von Kolumbien und 25 Abgeordnetensitze im Repräsentantenhaus.[11]

- Die Alianza Verde erreichte zehn Senatorensitze im Senat von Kolumbien und neun Abgeordnetensitze im Repräsentantenhaus.[12]

- Das Polo Democrático Alternativo erreichte fünf Senatorensitze im Senat von Kolumbien und zwei Abgeordnetensitze im Repräsentantenhaus.[13]